# Sergueï Ivanov (football)
Pour les articles homonymes, voir Sergueï Ivanov.
Sergey Ivanov (en russe : Сергей Иванов, en français Sergueï Ivanov), né le 30 mai 1980 à Bichkek en république socialiste soviétique kirghize, est un footballeur international kirghiz d'ethnie russe.
Il a évolué au poste de milieu avec le club de l'Irtych Pavlodar (Kazakhstan) avant de mettre fin à sa carrière en 2014.

## Biographie

### Sélection
Sergey Ivanov est convoqué pour la première fois par le sélectionneur national Yevgeniy Novikov en 1997. Le 13 juin 1997, il marque son premier but en équipe du Kirghizistan lors d'un match des éliminatoires de la Coupe du monde 1998 face aux Maldives.
Il compte 15 sélections et 1 but avec l'équipe du Kirghizistan entre 1997 et 2001.
En 2000, il intègre le club du Kazakhstan «Kaïrat» et gagne la coupe du Kazakhstan.
En 2001—2002, il joue au club de Makhatchkala «Anji».
En 2003, il retourne au Kazakhstan, et joue pour «Ekibastouzets», «Taraz» et «Irtych» de Pavlodar. À la fin de la saison 2014, il fait part de la fin de sa carrière de joueur.

## Palmarès

### En club
- Dinamo Bichkek :
  - Champion du Kirghizistan en 1997, 1998 et 1999
- Kairat Almaty :
  - Vainqueur de la Coupe du Kazakhstan en 2000
- SKA-PVO Bichkek :
  - Champion du Kirghizistan en 2002
  - Vainqueur de la Coupe du Kirghizistan en 2002

## Statistiques

### Statistiques en club
| Saison                | Club                   | Championnat           | Championnat | Championnat | Coupe(s) nationale(s) | Coupe(s) nationale(s) | Compétition(s) continentale(s) | Compétition(s) continentale(s) | Compétition(s) continentale(s) | Kirghizistan | Kirghizistan | Total | Total |
| Saison                | Club                   | Division              | M.          | B.          | M.                    | B.                    | Comp.                          | M.                             | B.                             | M.           | B.           | M.    | B.    |
| 1996                  | Dinamo Bichkek         | Top-Liga              | 10          | 2           | -                     | -                     | -                              | -                              | -                              | -            | -            | 10    | 2     |
| 1997                  | Dinamo Bichkek         | Top-Liga              | 18          | 8           | -                     | -                     | -                              | -                              | -                              | 4            | 1            | 22    | 9     |
| 1998                  | Dinamo Bichkek         | Top-Liga              | 17          | 7           | -                     | -                     | -                              | -                              | -                              | -            | -            | 17    | 7     |
| 1999                  | Dinamo Bichkek         | Top-Liga              | 15          | 11          | -                     | -                     | -                              | -                              | -                              | 3            | 0            | 18    | 11    |
| 2000                  | Kairat Almaty          | Premier-Liga          | 25          | 2           | -                     | -                     | -                              | -                              | -                              | 1            | 0            | 26    | 2     |
| 2001                  | Anzhi Makhatchkala     | Premier-Liga          | 7           | 0           | -                     | -                     | -                              | -                              | -                              | 7            | 0            | 14    | 0     |
| 2002                  | Anzhi Makhatchkala     | Premier-Liga          | 2           | 0           | -                     | -                     | -                              | -                              | -                              | -            | -            | 2     | 0     |
| 2002                  | SKA-PVO Bichkek        | Top-Liga              | -           | -           | -                     | -                     | -                              | -                              | -                              | -            | -            | 0     | 0     |
| 2003                  | Irtych Pavlodar        | Premier-Liga          | 13          | 1           | -                     | -                     | -                              | -                              | -                              | -            | -            | 13    | 1     |
| 2003                  | Ekibastuzets Ekibastuz | Premier-Liga          | 14          | 1           | -                     | -                     | -                              | -                              | -                              | -            | -            | 14    | 1     |
| 2004                  | Ekibastuzets Ekibastuz | Premier-Liga          | 28          | 7           | -                     | -                     | -                              | -                              | -                              | -            | -            | 28    | 7     |
| 2005                  | FK Taraz               | Premier-Liga          | 21          | 1           | -                     | -                     | -                              | -                              | -                              | -            | -            | 21    | 1     |
| 2006                  | Ekibastuzets Ekibastuz | Premier-Liga          | 28          | 3           | -                     | -                     | -                              | -                              | -                              | -            | -            | 28    | 3     |
| 2007                  | Ekibastuzets Ekibastuz | Premier-Liga          | 24          | 3           | -                     | -                     | -                              | -                              | -                              | -            | -            | 24    | 3     |
| 2008                  | Irtych Pavlodar        | Premier-Liga          | 24          | 3           | -                     | -                     | -                              | -                              | -                              | -            | -            | 24    | 3     |
| 2009                  | Irtych Pavlodar        | Premier-Liga          | 23          | 2           | -                     | -                     | C3                             | 2                              | 0                              | -            | -            | 25    | 2     |
| 2010                  | Irtych Pavlodar        | Premier-Liga          | 31          | 3           | -                     | -                     | -                              | -                              | -                              | -            | -            | 31    | 3     |
| 2011                  | Irtych Pavlodar        | Premier-Liga          | 23          | 1           | 2                     | 1                     | C3                             | 4                              | 0                              | -            | -            | 29    | 2     |
| 2012                  | Irtych Pavlodar        | Premier-Liga          | 23          | 4           | 3                     | 1                     | -                              | -                              | -                              | -            | -            | 26    | 5     |
| 2013                  | Irtych Pavlodar        | Premier-Liga          | 12          | 1           | 1                     | 0                     | C3                             | 1                              | 0                              | -            | -            | 14    | 1     |
| Total sur la carrière | Total sur la carrière  | Total sur la carrière | 358         | 60          | 6                     | 2                     | -                              | 7                              | 0                              | 15           | 1            | 386   | 63    |

### Buts en sélection
Le tableau suivant liste les résultats de tous les buts inscrits par Sergey Ivanov avec l'équipe du Kirghizistan.